# 더 나쁜 범죄
더 나쁜 범죄(A Worse Crime)는 한국에서 제작된 김건 감독의 2009년 영화이다. 형영선 등이 주연으로 출연하였고 정겨운 등이 제작에 참여하였다.

## 출연

### 주연
- 형영선
- 이희준
- 임형국
- 이봉규
- 이소희
- 이승준

## 제작진
- 조명: 원종백
- 조연출: 김건
- 조연출: 신지현
- 붐어시스턴트: 유호정
- 미술: 곽해은